# Katarzyna Budzyńska
Katarzyna Budzyńska – polska filozof, doktor habilitowana nauk humanistycznych, specjalizująca się w logice i metodologii nauk. Profesor Wydziału Administracji i Nauk Społecznych Politechniki Warszawskiej.

## Życiorys
W 1998 ukończyła ekonomię w Szkole Głównej Handlowej w Warszawie. Stopień doktora uzyskała w 2002 na podstawie pracy zatytułowanej Porównanie pojęć argumentacji i dowodzenia na gruncie pragmatyki logicznej na Wydziale Filozofii Chrześcijańskiej Uniwersytetu Kardynała Stefana Wyszyńskiego przygotowanej pod kierunkiem Edwarda Nieznańskiego, a w 2013 habilitowała się w Instytucie Filozofii i Socjologii Polskiej Akademii Nauk na podstawie rozprawy pt. The Structure of Persuasive Communication. W 1998 rozpoczęła pracę na Wydziale Filozofii Chrześcijańskiej UKSW, początkowo jako asystentka, a od 2002 do 2012 jako adiunkt. Od 2012 przez 8 lat pracowała w Zakładzie Logiki i Kognitywistyki IFiS PAN, od 2013 obejmując stanowisko profesora nadzwyczajnego. W 2020 została zatrudniona w Zakładzie Filozofii i Etyki w Administracji na Wydziale Administracji i Nauk Społecznych PW na stanowisku profesora uczelni. Ponadto od 2013 pracowała dla University of Dundee, od 2018 do 2020 będąc tam profesorem uczelni, a od 2020 – honorowym profesorem.
W swojej działalności naukowej skupiła się na badaniu perswazji i argumentacji, korzystając z lingwistyki, filozofii oraz sztucznej inteligencji.
Jest współautorką monografii Dynamika dialogów w ujęciu formalnym oraz Strategie retoryczne, techniki komunikacyjno-poznawcze, błędy i sofizmaty, publikuje prace w czasopismach, takich jak „Synthese”, „Argumentation”, „Discourse & Society” czy „Artificial Intelligence”.